# 報道番組
報道番組（ほうどうばんぐみ）あるいはニュース番組（ニュースばんぐみ）は、放送局が報道やニュースに特化したテレビ番組やラジオ番組を指す。放送局が報道機関として取材活動を行っている。

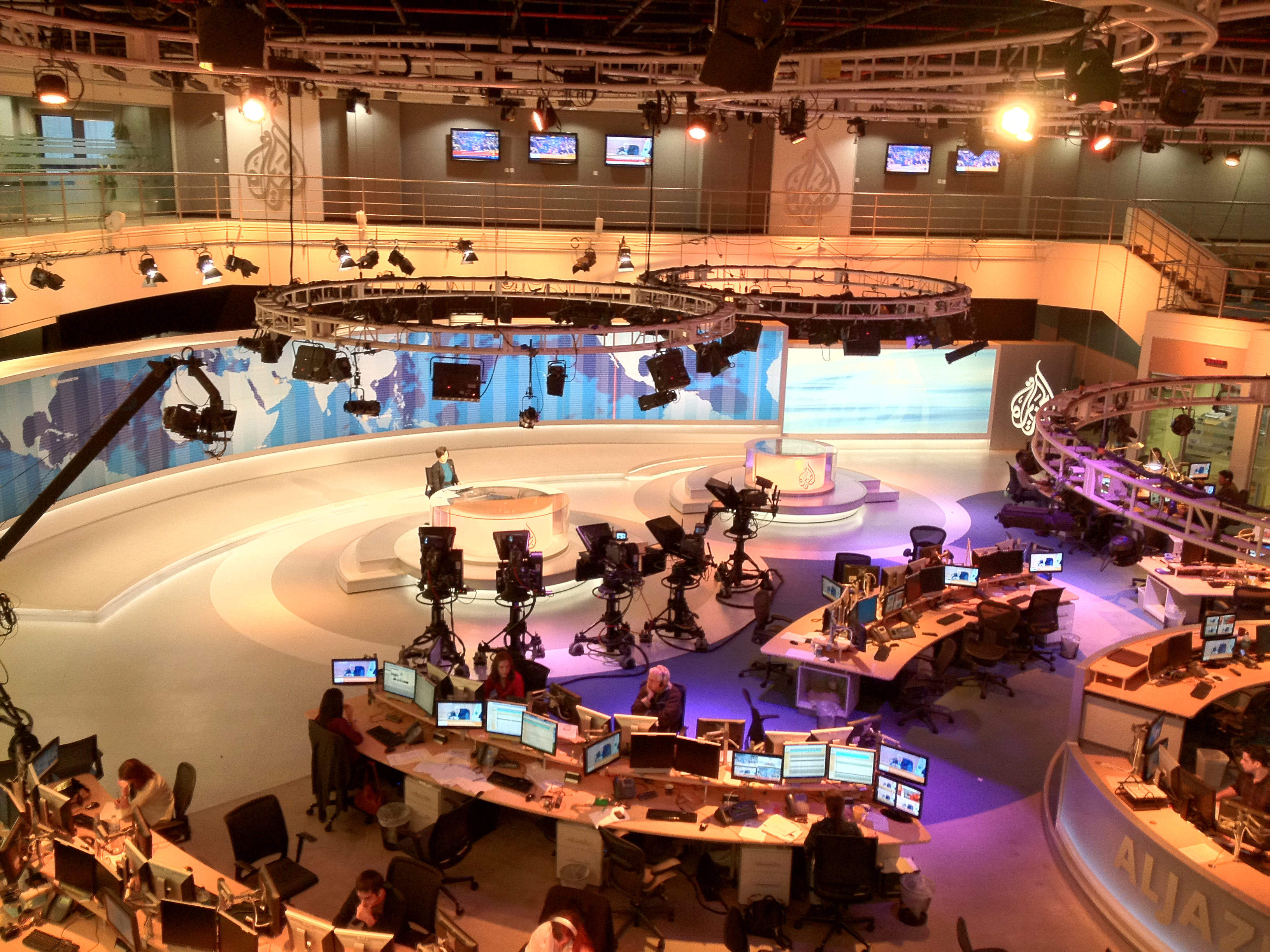
Al Jazeera English（アルジャジーラの英語チャンネル）のニュースルーム（ニューススタジオ）

## 歴史
報道番組の歴史は放送の歴史とともにあった。1922年から放送開始している英国放送協会（BBC）のラジオ放送では、当初からニュースを放送した。
1920年代後半に商業放送の全国ネットワークが成立したアメリカ合衆国では、1926年11月5日にラジオ放送が開始されたが、新聞社がラジオ放送は発行部数減を憂慮し、ラジオ局の報道活動に反対。新聞社が配信する原稿をアナウンサーが伝える形式を採用し、同時に「ニュース速報」のみラジオ局の独自で放送することが許可された。1930年にCBSラジオはニュース原稿提供を行っていたAP通信が原稿配信を辞退したことで、重大事件があった時に独自取材のニュース速報を伝え続けることで新聞社に対抗し、1938年には、CBSはCBS記者が国内、またはヨーロッパ各地からリポートする『World News Roundup』を開始。この記者報告のフォーマットは、後のラジオおよびテレビ報道の基本となった。

## アメリカ
放送ネットワークがそれぞれ子会社を抱え、取材から番組制作までを受け持つ。また、放送局もそれぞれ地域内の報道番組を制作している。
- ABCニュース
- CBSニュース
- NBCニュース

## イギリス
- BBCニュース
- ITN
- Sky News

## カナダ
- CTVテレビジョンネットワーク

## 大韓民国
地上波では、公共放送であるKBSと民放ネットワーク3社、またニュース専門YTNと聯合ニュースTVが報道番組を制作している。
- KBS
- MBC
- SBS
- TV CHOSUN
- MBN
- チャンネルA
- JTBC
- YTN
- 聯合ニュースTV

## ドイツ
- ARD
- ZDF

## 中華人民共和国
- CCTV

## タイ
公共放送のCHANNEL9にて報道番組を制作している。
- チャンネル9

## 日本

### 歴史

#### NHKラジオ開局初期、戦時
日本の放送局の実験や開設に新聞社が大きく関わった事情もあり、日本放送協会（NHK）はラジオ放送開始当初から新聞社提供のニュースを読み上げていた。東京放送局では、仮放送（＝仮施設からの本放送）第1日目（1925年3月22日）のニュースは出資者である読売新聞社（11時30分 - 11時50分）、東京日日新聞社（13時30分 - 13時45分）、東京毎夕新聞社（19時00分 - 19時30分）の提供だった。これに加え、名古屋放送局では日本電報通信社配信の記事を独自に購入して放送していた。なお、これらのニュースは、当初は提供社によってあらかじめ用意された原稿をアナウンサーがそのまま伝える形式であり、放送局には独自の編集権が与えられていなかったほか、新聞社が号外発行に値すると判断するような重大なニュースは提供されなかった。
「ニュースの提供がありませんので、この時間の放送はとりやめます」とのアナウンスを入れ、番組を休止する日もあった。ニュースの不足を補うため、官庁の公示事項や、催事や求人の案内をアナウンスした。のちのラジオ各波でのローカルニュース枠における「お知らせ」は、この名残りである。なお、「臨時ニュース」だけはラジオ局が独自に伝えることが許された。日本初の臨時ニュースは試験放送5日目の1925年3月5日15時頃における、深川区での火災発生を伝えたもので、放送の即時性を聴取者に知らしめることになった。
1928年に時事新報社からNHK東京放送局の放送部長に迎えられた矢部謙次郎が報道機能改革を行い、1930年11月から、日本電報通信社と新聞聯合社の配信記事をもとに独自編集ニュースを行う形式となった。また、ネットワークの整備によりニュースは東京発に一本化された。新聞社提供のニュースはローカル枠のニュースとして残った。
日中戦争勃発直後の1937年、NHKラジオは「早朝ニュース」「ニュース解説」「今日のニュース」の3番組を新たに開始。一定期間のニュース全体のまとめと解説を主眼においた構成が建前だったが、ときの首相近衛文麿の要請によって設けられた、政府の方針を大衆に伝達するための一種のプロパガンダだった。1940年12月、第2次近衛内閣は情報局を設置し、発足以後、すべての編成と報道内容が逓信省・情報局・NHKの「連絡会議」の審議を経たものでなければ放送できなくなり、ニュース原稿は情報局発表のものが基本となった。その反面、報道番組の編成が強化され、1945年4月までには1日あたり11本まで増加した。「戦果」を伝える際には行進曲のレコードを流すことが定められるなど、日本のラジオニュースは正確な情報を伝えるためでなく戦意高揚が目的となった。

#### 民間放送・テレビ放送開始以降
敗戦から暫く時間が経過した1950年5月2日に公布、6月1日より施行された放送法により、翌1951年に民放ラジオ局が相次いで開局。
しかし、開局当初の民放アナウンサーのアナウンス技術は未熟で、「自殺幇助（じさつほうじょ）」を「じさつほうすけ」、「全焼（ぜんしょう）」を「まるやけ」と読むなど、巷は民放に対して「お詫び放送」と揶揄していた。
1953年のテレビ放送開始当初、NHKではラジオニュース同様のアナウンスを行いながら、あらかじめ用意された汎用の写真・図表などのトリキリをカメラで撮影する「パターンニュース」という手法だった。
映像を用いた報道は従来の「ニュース映画」を週1回テレシネで放映する形式で、開局当初は日本映画新社『日本ニュース』を放送したが、同年8月から自社制作に移行した。同年に開局した日本テレビは1日2回フィルムニュースを放送する編成をとった。いずれの放送局も、当初は自前のフィルム現像設備を持っておらず、速報に対応できなかった。自前の現像設備、カメラマンの増員、中継回線の発達などで、課題解決に近づけていった。
テレビ放送開始当初から1980年代にかけて、特にスポットニュース番組においてアナウンサーがカメラの前に出ることは少なく、字幕のパターンおよび声のみ、という構成が主流だった。
日本初のスタジオにセットを組み、ニュースキャスターがカメラの前に登場して、自らの言葉でニュースを伝える形式が導入されたのは、1962年10月1日に放送を開始した『JNNニュースコープ』（TBSテレビ）であるとされる。初代キャスターの一人である田英夫は、みずからベトナムへ出向き、ベトナム戦争の模様を伝えるなど、従来アナウンサーが原稿を読むだけだった報道番組のスタイルを大きく変えた。『JNNニュースコープ』の影響を受けて、1974年4月1日に開始した『ニュースセンター9時』（NHK総合）は、アナウンサーでなく海外派遣経験を持った現職の報道記者をメインキャスターに据え、わかりやすい表現を貫き、これまで報道番組が扱わなかった大衆的な話題もためらわずトップニュースとするなど、従来の報道番組のイメージを刷新した。4代目キャスター出会った木村太郎の時代には、ENGおよびSNGが日本の放送現場に普及した時期であり、当時：報道番組部長であった、島桂次の方針によってキャスター自ら海外を含むニュースの現場から衛星中継で報告する「ロケーションアンカー」制を採用した。

### 様式

#### 地上波テレビ
21世紀の日本の地上波放送局では、ワイドショーとの区分が曖昧である「情報番組」にニュースが内包されていることが多い。
このほか朝、昼、夕方、夜、最終版に定時のストレートニュースを放送する。朝が6時前後、昼が11時30分頃から正午まで、夕方が17時45分程度から18時15分程度の間、夜が21時前、最終版が22時台及び23時台と5つの時間帯に分類されている。しかし、民放局によっては平日の朝のストレートニュース番組を自局が放送している、朝の情報番組に内包する編成を敷いている場合があるため、各局横並びで放送されている訳ではない。夕方のニュース番組はストレートニュース番組を同様に夕方のニュース番組に内包して放送するが、全国ネット受けとローカル枠と分けられている。2010年代頃からは、夜のストレートニュース番組は放送しない民放局がある。

#### 衛星テレビ
衛星局では、定時のストレートニュースとして番組が放送されている。公共放送であるNHKのNHK BS1にて平時に10分間のニュースが編成されているが、スポーツ中継の編成がある場合はスポーツ中継の切りがいい時間まで放送時間が変更される場合がある。民放衛星局については、ストレートニュースを地上波ニュース系列で放送されている番組を同時ネットせず、独自編成にて放送している放送局もあるが、地上波及び衛星専門放送局にて放送されている番組の同時ネット及びリテイクされた番組構成が存在する。

#### 専門チャンネル
スカパー!やケーブルテレビ事業者に対し、民放キー局のニュース系列、及び海外の放送局がニュース専門チャンネルにて24時間放送している。また、FNN系列とANN系列ではそれぞれテレビによるニュース専門チャンネルはもっていないものの、それぞれインターネットテレビ(ストリーミング配信)によるニュース専門チャンネルを運営している。

#### ラジオ
ラジオ局の場合、一定時間ごとにワイド番組やナイター中継の番組に内包して放送されている。ただし、ラジオ局の加盟系列でニュース系列を組んで放送している番組とクロスオーナーシップ内の新聞社がニュースソースを提供している番組が混在している。カーラジオを意識して道路情報が多いのが特徴である。

### 報道姿勢
日本においては、日本民間放送連盟に加盟しているテレビ局、ラジオ局の多くは全国紙及び地方紙の新聞社とクロスオーナーシップ内の関係になっているため、メディアグループ内でニュースソース共有、幹部、社員の人事交流を含め横の繋がりが強く、出資比率が最上位企業である新聞社の報道姿勢に同調するケースが多い。
しかし、日本では放送法によって「政治的に公平であること」「意見が対立している問題についてはできるだけ多くの角度から論点を明らかにすること」とされているため、保革陣営が互いに「偏向報道である」「放送法違反である」「不当な圧力がかかった」と言い合う状況が発生度々する。放送法の制約を逃れてインターネットに移る動きも起きている。
現在のメディア体制は自民党・田中角栄が整備したとされ、自民党が体制側とみなされている。メディアは政治権力を監視すべきとする反体制派と、「メディアの自己陶酔であり生活の向上に寄与しない」とする体制派との対立が55年体制以降もなお続いている。
また、候補者が多数出馬している選挙戦にて、特定の有力候補者ばかり極端に長い時間報道されることに対し、その他の候補者が連名で放送局に対し、公職選挙法の原則と乖離していることについて抗議アピールを行い、要望書が提出される事態に発展しその後、各放送局ではバラツキはあるが、その他の候補への報道時間が増える事態へと発展した。
これについて、後刻BPOは2016年10月14日、放送倫理検証委員会にて審議入りし、2017年2月7日、これについて「2016年の選挙をめぐるテレビ放送についての意見」をまとめ、記者会見にて公表し見解を示した。
メディア側の反応としては、ワイドショー歴の長いフリーアナウンサーの宮根誠司は自身が司会をしていた『FNN選挙特番 ニッポンの決断!2017』（フジテレビ）のエンディングトークにて、大手放送局の報道姿勢へ批判的な視聴者、団体に対して「もう偏向放送だって言うの止めませんか」と述べている。
海外でも論争が起きている。アメリカ合衆国においては、アメリカ合衆国大統領選挙や政治課題によって、放送局の報道が一方に政党、陣営に寄り添う場合が存在しており、放送局が主張でニュース番組を構成しているが、FOXなどを除く大手マスコミは米民主党を支持することが多いといわれる。そのため2016年アメリカ合衆国大統領選挙及びアメリカ合衆国大統領予備選挙報道では、マスコミから猛烈に批判されていた共和党のドナルド・トランプは、インターネットを中心とする選挙戦に活路を見出した。日本含む各国のメディアがアメリカ合衆国内の報道と同様に民主党支持サイド、特にCNNの世論調査結果を引用しドナルド・トランプ不利の横並び報道を続けたため、トランプへ投票した人を非難、トランプ不支持のデモ行進が優位である様リードする演出もみられ、開票後から掌を返した報道姿勢に転換させたテレビ局が存在する事態が発生。特に、日本のメディア人、有識者の分析や放送姿勢に対し、大統領選前この結果を見立てていた、ジャーナリストの木村太郎、国際問題アナリストの藤井厳喜等から疑義が提起された。
元トランプ政権における前首席戦略官兼上級顧問で、ブライトバート・ニュース・ネットワークの会長である、スティーブン・バノンはNHKニュースの単独インタビューにて、記者陣を前に「（君たちは）日本のCNNに違いない」と批判した。

### ニュース番組のワイドショー化
日本のニュース番組の番組構成において、ハードニュース（政治・経済）をストレートニュースとして淡々と扱う欧米、アジア、中東主要国のテレビ局にて放送されているニュース番組と比較し、ニュース番組では扱わないソフトニュース（芸能・トレンド・スポーツ）を放送局が編成しているを扱う時間が増えた点、ワイドショー、バラエティ番組等で用いる番組演出手法を持ち込んだ現象を指す。

#### ワイドショー化の歴史
1970年代のニュース番組においては、ハードニュースのみを扱う番組が編成されて来た。しかし、1974年4月1日にプライムタイムにてワイドニュースショーとして、『ニュースセンター9時』(NHK)を開始。これまで扱って来なかった文化、芸能等のソフトニュースを扱い始めたりと日本に今までなかった報道番組のスタイルだったため、元朝日放送解説委員であった岡村黎明は、「民放こそ親しみのあるニュースが必要なのに先を越されたという意味で、ニュースセンター9時を見て民放はしまったと思った」と自著で回想している。
1980年代に入り、1985年10月、『ニュースステーション』（テレビ朝日）が開始された。オフィス・トゥー・ワンの社長である海老名俊則が電通と共にテレビ局に持ち込んだ企画で、この番組の誕生により放送局の報道局単独での制作が主流だった報道番組にて番組制作会社が制作に参加するスタイルが誕生した。以後、ニュース番組の番組制作に番組制作会社が係る様になって行く事となった。
1990年代前半からハードニュース、ソフトニュースの扱う比率を比較し、ソフトニュースの比率が高くなったと分析されており、1995年3月20日に発生した地下鉄サリン事件をきっかけに、ワイドショーの側がオウム真理教事件を連日取り上げる様になり、ジャーナリストや弁護士が事件の解説を行う様になった結果、報道番組とワイドショーが曖昧な状態になって行った。
その後、1999年4月1日『情報プレゼンター とくダネ!』（フジテレビ）の放送開始を機にワイドショーの報道化も加速し両者の垣根がほぼ取り払われた格好となり、本格化した2000年代以降、『FNNスーパーニュース』（フジテレビ）において、2000年4月3日からの番組リニューアルの際、視聴率を獲得するためテコ入れとして、ワイドショー化を加速させた。
そして、プライムタイムのニュース番組においても、2006年10月に開始された『news zero』（日本テレビ、番組開始時の番組名表記は『NEWS ZERO』）は初めて芸能情報コーナーを取り扱う様になった。民放キー局及び準キー局で放送されている夕方のニュース番組は全時間帯際立ってワイドショー化しており、番組構成によって、朝や昼に放送されている情報番組と似ている番組構成となっている。
民放キー局においてニュース番組とワイドショーのボーダレス化が進み、テレビ局内の部署にも報道局とは別に「情報制作局（フジテレビ）,（TBSテレビ）」、「情報カルチャー局（日本テレビ）」という情報番組とバラエティ番組を制作する部署が誕生し、その部署と報道局が連携してニュース番組を制作するケースが増えて行った。『news zero』も同様に情報番組を制作する「情報カルチャー局」が加わったプロジェクトチーム制を取っている。
それに伴い、民放キー局で放送されているニュース番組をベースにして番組構成されている、選挙特別番組も同様の演出、出演者構成にシフトするようになった。

#### 視聴率との関係
公正にニュースを伝えることを目標とする報道番組について、テレビ局の編成局と営業局の影響力が大きくなり視聴率競争で視聴率を稼ぐことが求められるようになり、特に世間から関心の高いと判断したものばかりを伝える傾向があるとされる。前出の『ニュースステーション』の成功が「ニュースは金になる」という考えをテレビ制作業界内に生み、視聴率のための演出手法の常用などが結果的に報道番組のワイドショー化と質の低下のきっかけを作ったと分析されている。
視聴率を重要視した結果、2018年時点の民放キー局各局において、ニュースキャスターという仕事を畑違いのアイドルやお笑い芸人等をキャスティングしている事に対し、NHK放送センター時代池上の部下であった、テレビプロデューサーの杉江義浩も自身の経験を元に前述の池上の主張に同調し、「跳んだりはねたり、踊ったり歌ったりする訓練しか受けていないアイドルや、人を笑わせることが本業のタレントが、厚みも信頼感もなく、視聴者に論考を促すレベルには至りません」、「以前より危機感を募らせ、視聴率を稼ぎたいのはわかるけど、報道機関としてやっていいことと悪いことがあり、素人にニュースを扱わせるという一線を越えてしまったのが、昨今の民放の「ニュース情報バラエティー」の傾向であり、芸能人がどんな不祥事を起こそうと個人的に興味も関心もないが、日本の報道番組が作り方からして、可笑しな状況に陥っている事に対して、テレビ屋の1人として黙っている訳には行かない」と主張している。
結果として、これが大手新聞社、通信社、放送局が行う世論調査の数字にも影響しており、例えば2018年米朝首脳会談の評価が割れた影響がワイドショーで扱われなかった事が原因と指摘される事があり、ジャーナリストの須田慎一郎は「国際ニュースでは視聴率が取れないから、（ソフトニュースである）紀州のドン・ファンと呼ばれる実業家の病死や日本大学フェニックス反則タックル問題ばかり扱われて興味を持たれず、世界的に見て置いてきぼりになったことから鑑みると、米朝首脳会談は多勢の国民にとって興味の関心に入って来ず、調査した会社によって評価が大きく分かれてしまっている」と指摘している。
また、番組制作経費の事象が放送業界内外から指摘され、特に2008年のリーマン・ショック以降の収益悪化で、報道はカネが掛かるとして番組制作費が削減された影響もある。視聴者層の変化によって、ハードニュースだけでなく、ワイドショーで扱う社会、事件のニュースが重視されるようになり、さらに芸能ニュースも報道番組が取り扱うようになった。それにより、情報番組やワイドショーが、報道の範疇である政治・経済の話題にも踏み込むようになり、両者のボーダーレス化の傾向に拍車をかけた。

#### ワイドショー化からの脱却
2011年3月11日に発生した東日本大震災を契機に、震災後の報道でワイドショー化にて増えたソフトニュースでは番組の視聴率が取れなくなっていた。そのため、民放キー局の夕方のニュースでは地味だが、硬派な特集VTRを組む方向に進んでいった。特に、当時フジテレビの箕輪幸人取締役報道局長は「視聴率は気にするな。『脱芸能』『脱グルメ』で原点回帰を」とスーパーニュース内のソフトニュースを排除し、硬派な企画を投入して行った。視聴率競争に囚れない番組を構成を取って行ったが、2014年にスーパーニュースの視聴率低迷を理由に系列局であるテレビ新広島に異動となった。また、キー局各局もソフトニュースを増やす番組構成に徐々に戻す方向を進め、結局何れのニュース番組も脱ワイドショー化には進まない結果となった。
2020年、新型コロナウイルス報道に関してテレビ朝日系列の『羽鳥慎一モーニングショー』が政府から名指しで批判を受けた。テレビ朝日系列にて放送されている『スーパーJチャンネル』では、2022年秋の改編からソフトニュースは減少(数年前まで扱っていたグルメ企画は廃止)し、ハードニュースのみを扱う硬派体制となり、脱ワイドショー化を図った。

### 放送法上の種別としての「報道番組」
放送法5条が定める「放送番組の種別」として、「教養番組」「教育番組」「娯楽番組」とともに報道番組が分類されており、基幹放送事業者は放送法施行規則4条の4に基づき、どの番組が「報道番組」であるのかを他種別同様に公表するよう義務付けられている。
また同法81条4において、協会国際衛星放送および「外国放送事業者に提供する邦人向けの放送番組」での報道番組は、娯楽番組とともに、「海外同胞向けの適切な」編集がなされなければならない、と定められている。